# Велио, Осип Петрович
Иосиф Вельо, полное имя Жозе Педру Селештину Велью (Jose Pedro Celestino Velho, 1755 — март 1802) — португальский негоциант, который в 1780 г. поселился в Петербурге, где стал придворным банкиром под именем Осип Петрович Велио. От него происходят русские дворяне Вельго.
Жозе Велью родился в городе Порту и начал свою карьеру как виноторговец в торговом доме Companhia das Vinhas do Alto Douro. По прибытии в Петербург в 1780 году организовал Португальский торговый дом в России (Casa Portuguesa de Comercia na Russia), поставлявший в Россию мадеру и иные португальские вина. Одновременно выполнял обязанности консула и генерального комиссара Его Величества короля Португальского «во всех портах Балтийского моря». С 25 апреля 1781 года первый в истории португальский консул в России.
Около 1792 г. женился на Софье Ивановне Севериной (1770—1839), дочери придворного банкира Иоганна-Арнольда Северина. После этого брака, окончательно сложив с себя дипломатические обязанности, отдался коммерции. В 1800 году Павел I поручил ему ведение дел придворного банка «Велио, Ралль и Роговиков» и возвёл в баронское достоинство. Вознамерившись вести жизнь русского барина, Вельо приобрёл на Петергофской дороге Воронцову дачу, но в марте 1802 года умер.

## Дети
- Софья (1793—1840) — фаворитка Александра I, который по ночам встречался с нею в Баболовском дворце (см. юношеское стихотворение Пушкина «На Баболовский дворец»); впоследствии жена генерала А. М. Ребиндера;
- Селестина (Целестина, ок. 1794—1883), в замужестве Каульбарс;
- Иосиф (Осип Осипович, 1795—1867) — сослуживец Николая I, генерал от кавалерии, мемуарист;
- Жозефина (1802-выпала из окна в 1820 г.) — воспитанница Теппера де Фергюсона, который был женат на сестре её матери.

Вдова барона Вельо и её дети занимали деревянный особняк на Средней улице в Царском Селе, где в гостях у «милых Вельо» бывал лицеист Пушкин.